# Eremopola marmarides
Eremopola marmarides là một loài bướm đêm trong họ Noctuidae.